# Weinroter Kiefern-Reizker
Der Weinrote Kiefern-Reizker (Lactarius sanguifluus) ist eine Pilzart aus der Familie der Täublingsverwandten (Russulaceae). Er wurde zuerst 1811 von Jean-Jacques Paulet als Hypophyllum sanguifluum beschrieben und erhielt 1838 von Elias Magnus Fries seinen derzeitigen wissenschaftlichen Namen. Das Artattribut (Epitheton) sanguifluus bedeutet blutfließend. Der wärmeliebende Reizker mag kalkreiche Böden und kommt unter Kiefern vor. Er gilt als recht guter Speisepilz.

## Merkmale

### Makroskopische Merkmale
Der dickfleischige Hut des Weinroten Kiefern-Reizker ist 5–9, selten bis 12 cm breit. Jung ist er flach gewölbt, dann ausgebreitet und im Zentrum niedergedrückt und im Alter schwach trichterförmig vertieft. Die Oberfläche ist glatt und im trockenen Zustand matt. Feucht ist die Huthaut glänzend und schmierig. Der Hut ist schmutzig orange gefärbt und hat eine weinrötliche Tönung. Er ist nicht oder nur leicht gezont, bisweilen zeigt er – besonders im Alter – grünliche Flecken. Der glatte Rand ist lange Zeit eingebogen.
Die Lamellen sind jung cremegelblich mit weinrotem Ton, später fleisch- bis weinrötlich. Auf Druck hin verfärben sie sich weinrötlich. Sie sind breit am Stiel angewachsen und laufen etwas daran herab. Zahlreiche Lamellen sind gegabelt und mit zahlreichen Zwischenlamellen untermischt. Die Schneiden sind glatt und das Sporenpulver ist hellocker.
Der zylindrische, jung volle, später markig-hohle Stiel ist 3–5 (6) cm lang und 1,5–2,0 (2,5) cm breit. Zur Basis hin ist er teilweise etwas verjüngt. Die Oberfläche ist glatt bis schwach längsaderig und auf weinrötlichem Grund weißlich bereift. Häufig zeigt er einige grubige, weinrote Flecken.
Das Fleisch ist hell cremegelb, im Schnitt rasch weinrot verfärbt und nach einigen Stunden grünlich. Der Geruch schwach obstartig, der Geschmack mild bis bitterlich. Die milde bis bitterliche Milch ist weinrot und hat einen leichten Lilaton. Sie ist mehr oder weniger unveränderlich, kann aber auch schwach bräunen.

### Mikroskopische Merkmale
Die rundlichen bis elliptischen Sporen sind 7,2–9,4 µm lang und 6,1–7,7 µm breit. Der Q-Wert (Quotient aus Sporenlänge und Sporenbreite) ist 1,1–1,3. Das Sporenornament ist bis 0,6 µm hoch und besteht aus ziemlich dicken Graden oder Rippen, die teilweise netzartig miteinander verbunden sind. Daneben kommen zahlreiche kürzere Grate und isoliert stehende Warzen vor.
Die Basidien sind ziemlich keulig bis bauchig und messen 50–73 × 10–12 µm. Sie tragen vier 4–6 µm lange Sterigmen. Die spindel-, pfriem- bis schwertförmig Pleuromakrozystiden sind spärlich bis recht zahlreich. Sie sind 47–55 µm lang und 7–8 µm breit. Oft sind sie nur am Lamellengrund zu finden. Die Lamellenschneiden sind steril und tragen wenige bis zahlreiche spindel- bis pfriemförmige Cheilomakrozystiden. Diese messen 23–40 × 5–6 µm.
Die Huthaut ist eine bis zu 200 µm breite Ixocutis. Sie besteht aus parallel liegenden 2–5 µm breiten Hyphen und Hyphenfragmenten, die oft verzweigt und stark miteinander verflochten sind. Dazwischen liegen einzelne Lactiferen, alles gelatinisiert.

## Artabgrenzung
Der Weinrote Kiefern-Reizker ist wohl der Reizker, der sich am einfachsten bestimmen lässt, da er der einzige ist, der von Anfang an eine weinrote Milch hat. Bei den übrigen Reizkern tritt zuerst eine orangefarbene bis orangerote Milch aus, die sich erst nach einigen Minuten oder Stunden weinrot verfärbt oder wie im Falle des Echten Reizker grünlich ausblasst.

## Verbreitung

Verbreitung des Kapfer-Milchlings in Europa. Grün eingefärbt sind Länder, in denen der Milchling nachgewiesen wurde. Grau dargestellt sind Länder ohne Quellen oder Länder, die außerhalb von Europa liegen.

Der Weinrote Kiefern-Reizker ist eine wärmeliebende, vorwiegend europäische Art, die nur im Mittelmeerraum etwas stärker verbreitet ist. Er kommt auf den Kanaren, Balearen, Italien und Zypern vor. In Westeuropa findet man ihn in Frankreich, Luxemburg und Belgien. In den Niederlanden wurde er auf kalkreichen Dünen an einem warmen, sonnigen und geschützten Standort am Rande eines von Kiefern dominierten Waldes gefunden. Er wird ganz Mitteleuropa gefunden, kommt hier aber meist nur selten bis zerstreut vor. In Nordeuropa wurde er bisher nur auf den Kalkinseln Bornholm und Gotland nachgewiesen. Die nordamerikanischen Vorkommen sind nicht näher mit Kiefernreizker verwandt und gehören wohl zum Verwandtschaftskreis des Lactarius indigo. Auch aus Pakistan, Japan und China gibt es Nachweise. Ob sie aber wirklich mit dem europäischen Kiefern-Reizker artgleich sind, bleibt abzuwarten.
In Deutschland kommt der Weinrote Kiefern-Reizker fast ausschließlich in Süddeutschland vor. Einzelnachweise gibt es auch aus Nordrhein-Westfalen, Südniedersachsen, Thüringen und Sachsen-Anhalt. Nördlich der Mittelgebirgsschwelle scheint der Pilz zu fehlen. Auf der deutschen Roten Liste wird der Reizker in der Gefährdungskategorie RL3 geführt. Auch in der Schweiz ist die Art eher selten.

## Bedeutung

### Speisewert
Der Weinrote Kiefern-Reizker ist wie alle Milchlinge aus der Sektion Deliciosi essbar. Neben dem Edel-Reizker gilt er als der schmackhafteste unter den Reizkern.

### Inhaltsstoffe

Strukturformel von Lactaroviolin, einem orangeroten Farbstoff.

Der Weinrote Kiefern-Reizker enthält ein Gemisch von verschiedenen Sterinen. Das mit einem 57-%-Anteil wichtigste Sterin ist Ergosterin – ein Mycosterin. Ergosterin ist mit dem Sterin Cholesterin verwandt, das bei Tieren und Menschen hauptsächlich in der Zellmembran vorkommt, aber auch als Vorstufe für eine ganze Reihe von Hormonen dient. Neben dem Ergosterin kommen geringere Mengen an verschiedenen Ergosterol-Derivaten vor, einschließlich Ergost-7-en-3β-ol, Ergosta-7,22-dien-3β-ol und Ergosta-5,7-dien-3β-ol. Ergosterin ist eine Vorstufe des Vitamin D.
Zusätzlich enthält die Milch des Reizker Pigmente, die zur Gruppe der Guajan-Sesquiterpene gehören. Die wichtigsten Guajan-Sesquiterpene sind Lactaroviolin und Sangol. Bei einer Verletzung des Fruchtkörpers werden diese Sesquiterpene aus einer Vorstufe einem Fettsäureester freigesetzt, enzymatisch oder durch Oxidation mit dem Luftsauerstoff können diese Verbindungen zu weiteren Produkten reagieren.